# 嘉堂信雄
嘉堂 信雄（かどう のぶお、1953年7月28日 - ）は、日本中央競馬会（JRA）の元騎手で調教助手。
かつては障害競走専門の騎手として障害重賞最多騎乗回数の記録を持っている。障害重賞最多勝利記録(15勝）は2009年に白浜雄造、障害最多騎乗回数（1958回）は2017年に林満明に抜かれるまで最多記録だった。
同年デビューには昆貢、田原成貴、安藤賢一などがいる。

## 来歴
- 1978年、騎手免許取得。デビューから引退までの30年間障害競走のみに騎乗した。3月5日、阪神競馬第5競走にてエムディアンデスで8着となり初騎乗を果たす。4月1日、阪神競馬第4競走で騎乗したハツノボリで初勝利をあげる。
- 1980年、優秀障害騎手賞を初めて受賞。
- 1991年11月9日、障害通算100勝を達成。
- 2003年、最多勝利障害騎手となる。
- 2004年1月31日、障害通算200勝を達成。
- 2006年1月21日付けで栗東・飯田明弘厩舎所属からフリーとなる。
- 2007年10月下旬以降、椎間板ヘルニアのため騎乗を自粛。2008年3月と4月に手術を受け、復帰に向けリハビリを行っていた[2]が7月23日にJRAが騎手引退を発表。7月26日に小倉競馬場で引退式が執り行われ、7月31日付けで騎手を引退した。通算成績は1958戦220勝・重賞15勝（すべて障害競走）。引退後は高橋隆厩舎所属の調教助手に転向した[3]。高橋隆厩舎解散後は角居勝彦厩舎に所属していたが、2021年の角居厩舎解散後の所属については情報がない。

## 騎乗スタイル
- 障害専門の騎手である。モンキースタイルの騎乗ではなく、障害の飛越中に鞭を打つなどの独特の騎乗法があった。そのため落馬したり、しかけたりしたケースも少なくない。1995年の京都大障害（春）では単勝オッズ1.1倍の圧倒的1番人気に支持されたリターンエースに騎乗した際、3周目の4号障害でこのような危ない一面も見せた。

## 表彰
- 優秀障害騎手賞（1980年、1995年、1999年、2000年、2003年、2004年）
- 最多勝利障害騎手（2003年）

## 主な騎乗馬

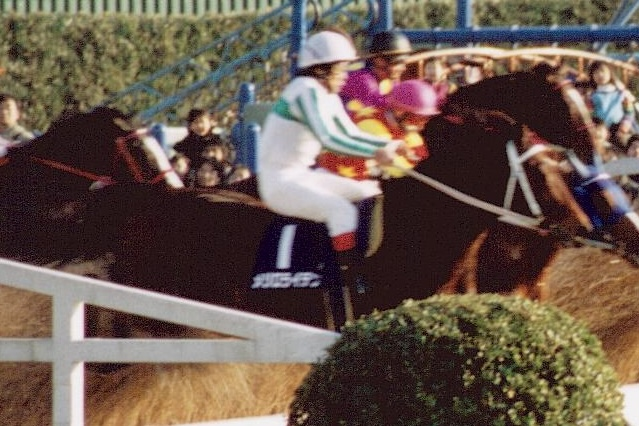
メジロライデンに騎乗する嘉堂
（2004年中山大障害）

- ハクホウダンディ（1986年東京障害特別（春））
- サンケイダイヤ（1988年東京障害特別（秋））
- サイコーホーク（1989年京都大障害（春））
- パンフレット（1990年阪神障害ステークス（春）、中山大障害（春））
- リターンエース（1995年東京障害特別（春）、阪神障害ステークス（春）、京都大障害（秋））
- テスコガリバー（1997年阪神障害ステークス（春））
- ケイティタイガー（1997年中山大障害（秋）、1998年東京障害特別（春））
- メイショウワカシオ（2000年京都ジャンプステークス）
- メジロライデン（2002年京都ハイジャンプ）
- エリモカントリー（2005年京都ジャンプステークス、東京ハイジャンプ）